# Li'l Abner (film, 1940)
Pour les articles homonymes, voir Li'l Abner (homonymie).
Pour plus de détails, voir Fiche technique et Distribution.
Li'l Abner est un film américain réalisé par Albert S. Rogell, sorti en 1940. Il est basé sur le comic strip américain Li'l Abner d'Al Capp.

## Fiche technique
- Titre : Li'l Abner
- Réalisation : Albert S. Rogell
- Scénario : Charles Kerr et Tyler Johnson d'après la BD éponyme d'Al Capp
- Photographie : Harry Jackson
- Pays de production :  États-Unis
- Format : Noir et blanc — 35 mm — 1,37:1 — Son : Mono
- Genre : Comédie
- Durée : 78 minutes
- Date de sortie : 
  - États-Unis : 9 novembre 1940

## Distribution
- Jeff York : Li'l Abner Yokum
- Martha O'Driscoll : Daisy Mae Scragg
- Mona Ray : Pansy 'Mammy' Yokum
- Johnnie Morris : Lucifer 'Pappy' Yokum
- Buster Keaton : Lonesome Polecat
- Billie Seward : Cousin Delightful
- Kay Sutton : Wendy Wilecat
- Maude Eburne : Granny Scragg
- Johnny Arthur : Montague
- Walter Catlett : Barber
- Edgar Kennedy : Cornelius Cornpone
- Lucien Littlefield : le Shériff - Mr. Oldtimer
- Bud Jamison : Hairless Joe
- Chester Conklin : Gurgle
- Dick Elliott : Marryin' Sam
- Mickey Daniels : Cicero Grunts
- Al St. John : Joe Smithpan
- Eddie Gribbon : Barney Bargrease
- Hank Mann : Célibataire
- Victor Potel : Fantastic Brown
- Joan Standing : Kitty Hoops